# Catapausa inermis
Catapausa inermis là một loài bọ cánh cứng trong họ Cerambycidae.